# Mari Diata II
Mari Diata II fue el décimo cuarto mansa del Imperio de Malí, que reinó de 1360 a 1374.
También era llamado Konkodougou Kamissa, por la provincia que había gobernado, y era hijo de Mansa Maghan; asumió el trono con el nombre de Mari Diata en 1360, después del breve reinado de nueve meses de su primo Kassa, al que derrocó. El historiador Ibn Jaldún registró que Mari Diata II fue recordado como un tirano, que incrementaba los impuestos para financiar gastos innecesarios. Su prodigalidad llevó al imperio al borde de la bancarrota. Mantuvo las relaciones internacionales establecidas por sus antecesores, y consta su regalo de una jirafa al rey Abu Hassan de Marruecos.
Enfermó gravemente en 1372, y el reino queda en manos de su kankoro-sigui (visir) que no tenía ninguna relación con el clan de Keita, pero que manejó el imperio incluso después del nombramiento de Musa II. El reinado ruinoso de Mari Djata II dejó al imperio en mala forma financiera, pero pasó territorialmente intacto a su hermano Musa.
| Predecesor: Kassa | Mansa de Malí 1360 – 1374 | Sucesor: Musa II |